# سو ويكس
سو ويكس (بالإنجليزية: Sue Wicks)‏ مواليد 26 نوفمبر 1966 في نيويورك، هي لاعبة كرة سلة أمريكية سابقة أصبحت مدربة بدأت مسيرتها الاحترافية في سنة 1997. تم اختيارها من قبل فريق نيويورك ليبرتي خلال الدرافت وحملت الرقم 23. يبلغ طولها 6 قدم 3 بوصة (1.9 م). اعتزلت اللعب في 2002.

## روابط خارجية
- سو ويكس على موقع الاتحاد الوطني لكرة السلة النسائية (الإنجليزية)
- سو ويكس على موقع كلية كرة السلة في سبورتس رفرنس.كوم (الإنجليزية)
- سو ويكس على موقع بروبوليرز (الإنجليزية)
- سو ويكس على موقع قاعة مشاهير كرة السلة للسيدات (الإنجليزية)
- سو ويكس على موقع سبورتس رفرنس (الإنجليزية)